# Eutharic
Eutharic, en latin Eutharicus (né à la fin du Ve siècle et mort en 522) est un noble du royaume wisigoth, d'origine ostrogothique.

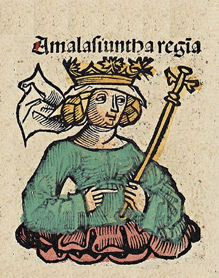
Amalasonte, épouse d'Eutharic. Illustration présente dans La Chronique de Nuremberg (1493).

## Biographie
Eutharic était de religion arienne, ainsi qu'un noble du royaume des Wisigoths né en 480, petit-fils de Bérimund. Ayant grandi en Espagne, il s'installa en Italie, dans le royaume des Ostrogoths. En 515, il se rendit en Italie, après avoir été convoqué par Théodoric le Grand, et épousa la princesse ostrogothique amale, Amalasonte, fille du roi Théodoric le Grand et de la noble franque Audoflède, sœur de Clovis Ier, roi des Francs.
Il fut nommé consul par Justin Ier en 519,  et exerça cette position jusqu'à sa mort en 522.

### Sources
- Jordanès, Getica.